# Aeropuerto de Dimapur
El Aeropuerto de Dimapur (IATA: DMU, OACI: VEMR) se localiza en Dimapur en el estado de Nagaland, India. 

## Aerolíneas y destinos
| Aerolíneas   | Destinos                             |
| ------------ | ------------------------------------ |
| Air India    | Calcuta, Guwahati, Imfal             |
| Alliance Air | Aizawl, Guwahati, Imfal, Shillong    |
| IndiGo       | Bangalore, Calcuta, Delhi, Dibrugarh |

## Estadísticas
Ver fuente y consulta Wikidata.